# Volvo Women's Open 2005
Volvo Women's Open 2005 — жіночий тенісний турнір, що проходив на відкритих кортах з твердим покриттям у Паттайї (Таїланд). Належав до турнірів 4-ї категорії в рамках Туру WTA 2005. Відбувсь учотирнадцяте і тривав з 31 січня до 6 лютого 2005 року. Третя сіяна Кончіта Мартінес здобула титул в одиночному розряді й отримала $25,650.

## Фінальна частина

### Одиночний розряд
Кончіта Мартінес —  Анна-Лена Гренефельд, 6–3, 3–6, 6–3
- Для Мартінес це був 1-й титул в одиночному розряді за сезон і 33-й (останній) - за кар'єру.

### Парний розряд
Маріон Бартолі /  Анна-Лена Гренефельд —  Марта Домаховська /  Сільвія Талая, 6–3, 6–2